# Poncowarno (plaats)
Poncowarno is een bestuurslaag in het regentschap Kebumen van de provincie Midden-Java, Indonesië. Poncowarno telt 1216 inwoners (volkstelling 2010).